# 宇津峰山
宇津峰山（うつみねさん）は、阿武隈高地にある福島県の山。「うつくしま百名山」の1つに認定されている。単に「宇津峰」「宇津峯」と呼称されることもある。

## 概要
宇津峰山は、郡山市と須賀川市の境に位置する標高676.9メートルの独立峰である。山頂付近には、雲水峰金比羅神社、星神社がある。遊歩道が整備されており、ハイキングには最適な山である。
郡山市側は、本格的な登山コースになっており、それに準じた急登が多い。また、「宇津峰森林公園」として整備され、車道が山頂付近にまで達している。おもな登山口は、谷田川の馬場平登山口である。
須賀川市側は、福島県道233号雲水峰江持線が「市民の森」の近くまで伸び、登山道がよく整備されており、南斜面にあたるところから明るく登りやすい山となっている。おもな登山口は塩田の清水登山口である。
山開きは、毎年4月29日であり、郡山市側と須賀川市側でそれぞれに開催している。
なお、宇津峰山に生息しているモモンガは、麓の須賀川市小塩江地区のキャラクターとして、広報に出たり地区運動会などで地元の人がモモンガに仮装して参加するなど、ささやかな『ゆるキャラ』として親しまれている。

## 歴史
14世紀の南北朝時代の城跡遺構でもあり、「宇津峰」として国の史跡に指定されている。東北地方における南朝側の拠点となっており、山頂には土塁の跡が今日も残っている。